# Монжар
Монжа́р (фр. Montgeard, окс. Montjard) — коммуна во Франции, находится в регионе Юг — Пиренеи. Департамент — Верхняя Гаронна. Входит в состав кантона Найу. Округ коммуны — Тулуза.
Код INSEE коммуны — 31380.

## География
Коммуна расположена приблизительно в 620 км к югу от Парижа, в 34 км к юго-востоку от Тулузы.

## Климат
Климат умеренно-океанический. Зима мягкая и снежная, весна характеризуется сильными дождями и грозами, лето сухое и жаркое, осень солнечная. Преобладают сильные юго-восточные и северо-западные ветры.

## Население
Население коммуны на 2010 год составляло 441 человек.
| 1962 | 1968 | 1975 | 1982 | 1990 | 1999 | 2010 |
| ---- | ---- | ---- | ---- | ---- | ---- | ---- |
| 247  | 228  | 256  | 223  | 290  | 322  | 441  |

## Администрация
| Период | Период | Фамилия            | Партия                  | Примечания |
| ------ | ------ | ------------------ | ----------------------- | ---------- |
| 2001   | 2008   | Андре Роу          | Социалистическая партия |            |
| 2008   | 2020   | Мари-Клер Гарофало | Социалистическая партия |            |

## Экономика
В 2010 году среди 291 человека трудоспособного возраста (15—64 лет) 219 были экономически активными, 72 — неактивными (показатель активности — 75,3 %, в 1999 году было 74,8 %). Из 219 активных жителей работали 202 человека (105 мужчин и 97 женщин), безработных было 17 (5 мужчин и 12 женщин). Среди 72 неактивных 20 человек были учениками или студентами, 33 — пенсионерами, 19 были неактивными по другим причинам.

## Достопримечательности
- Церковь Успения Божьей Матери (XVI век). Исторический памятник с 1980 года[4]
- Замок Рокфуле (XIX век). Исторический памятник с 2001 года[5]
- Замок Монжар (XVI век). Исторический памятник с 1992 года[6]

## Фотогалерея

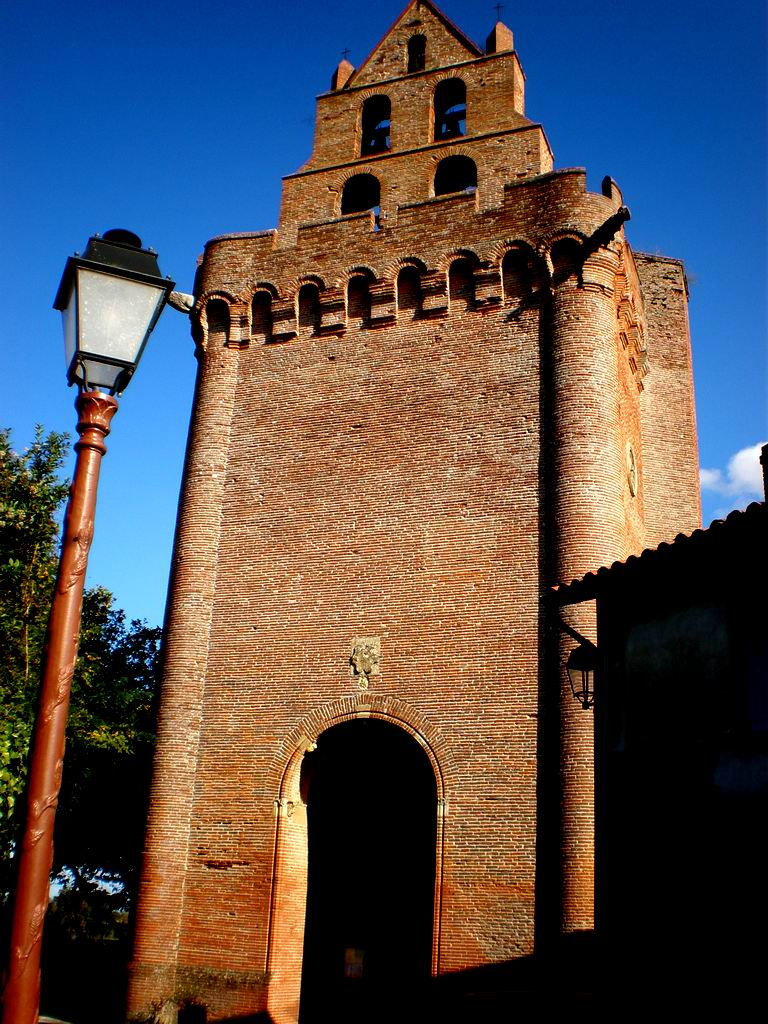
Церковь Успения Божьей Матери
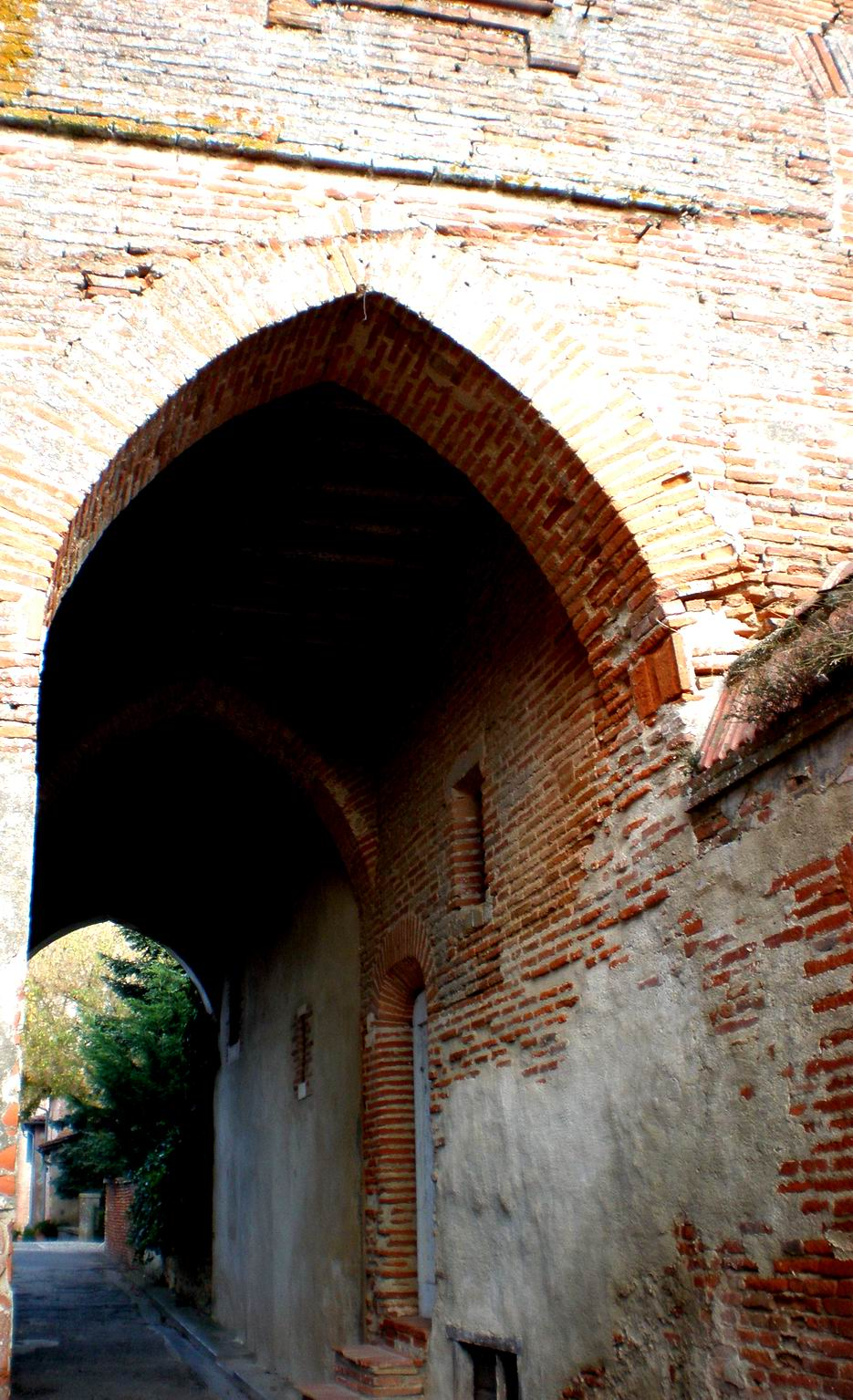
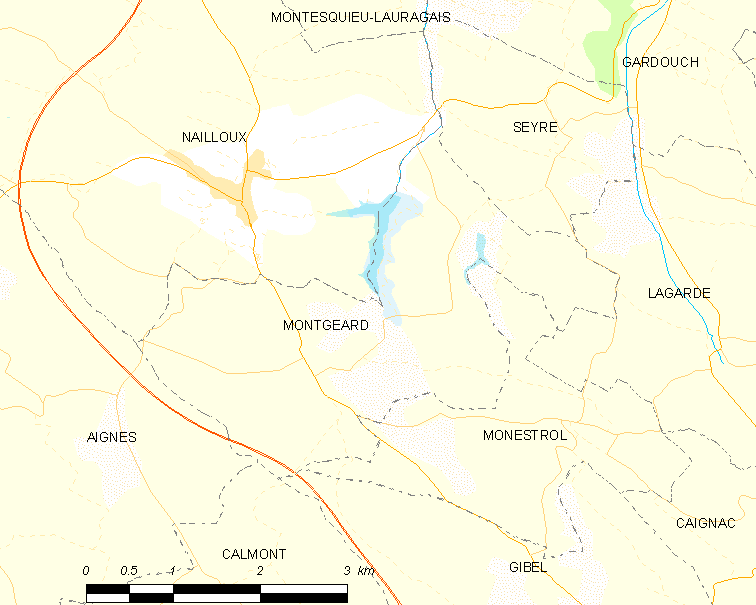
Карта коммуны